# Anglofobie

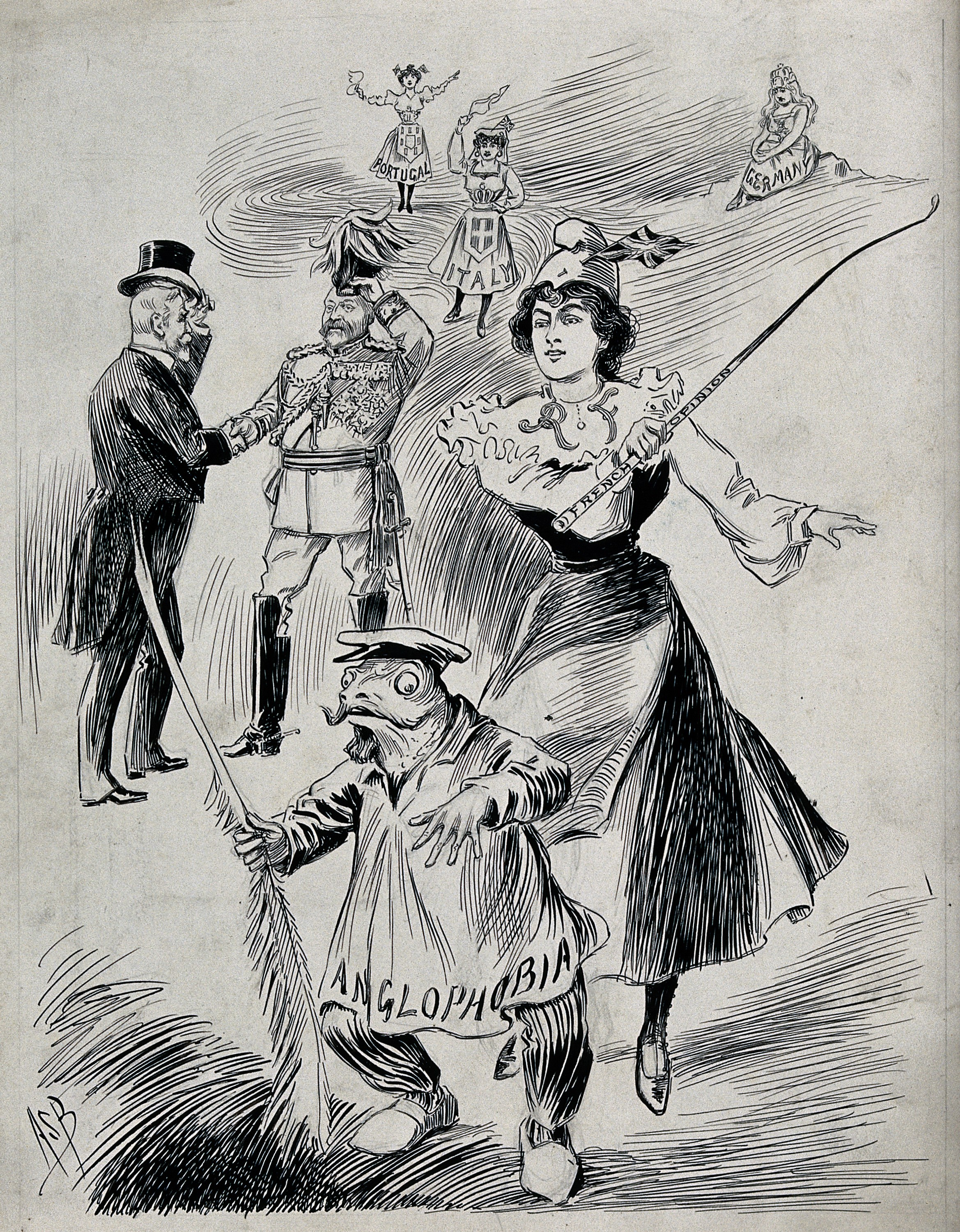
Anglofobie

Anglofobie is een angst of afkeer voor Engels. Dit kan betrekking hebben op de taal, cultuur maar ook op de macht van Engeland. Het tegengestelde van anglofobie is anglofilie.
Anglofobie is een angst die voornamelijk bestond in de tijd dat Groot-Brittannië een groot aantal koloniën bezat en erg machtig was. Men kende vrees voor de Engelse macht en bepaalde landen waren dan ook niet blij met gebeurtenissen die de macht van Groot-Brittannië versterkten. Europese mogendheden en later ook mogendheden van andere continenten zagen Engeland als bedreiging en probeerden contact met het land te vermijden of te laten zien dat ongewenste Brits contact niet zonder risico’s was.
Met name in Frankrijk en de Verenigde Staten bestond er een dergelijke vorm van anglofobie. In Frankrijk vanwege de sterke concurrentie om wereldmacht en grondbezit met de Britten ten tijde van het kolonialisme. De Verenigde Staten hadden een afwerende houding tegenover de Britten tot na de Tweede Wereldoorlog, vermoedelijk veroorzaakt door het gedeelde verleden van de landen.